# 楼閣
楼閣（ろうかく）とは、重層の建築物をいう。たかどの、高楼のこと。塔と類義であるが、塔は本来仏塔を指し、tower の訳語としての塔は近代に入っての用法である。それ以前の高層建築は一般に楼閣、高楼という呼称が用いられていた。

## 日本

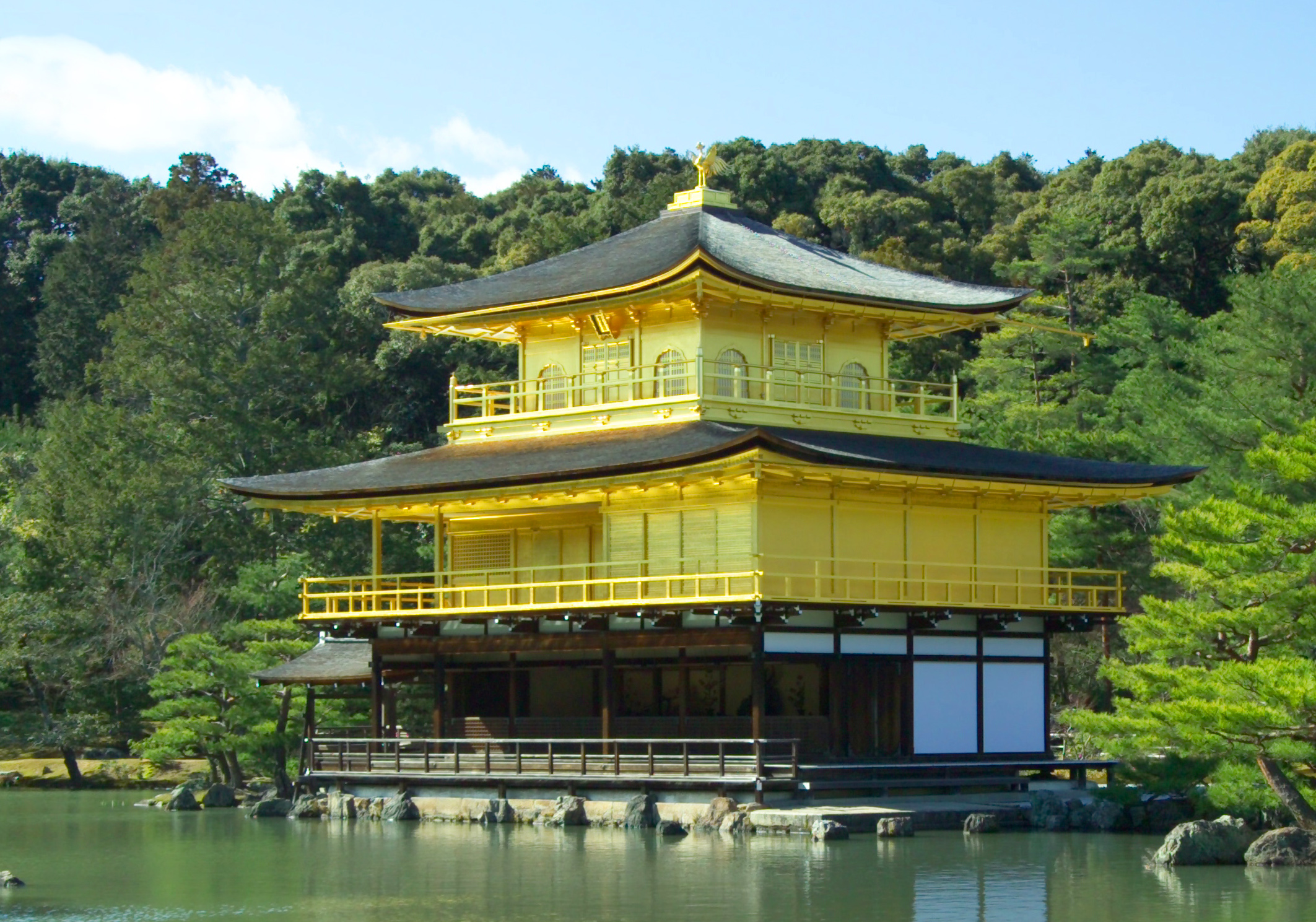
鹿苑寺金閣

日本における楼閣建築の始まりは弥生時代の望楼（見張り台）に求められる。しかし一般的には重層の建築物はほとんど利用されず、外見上重層である仏塔も一階のみに部屋を設け二階以上は屋根だけをかける場合が多かった。貴族の邸宅に見られる寝殿造、書院造も平屋建てを前提とした様式であった。室町期以後、禅宗の隆盛とともに大陸風の楼閣寺院、茶室が出現する。重層建築は意匠として重要であったほか、眺望が利く高層部は天下を睥睨する意図も併せ持っていた。その例として京の金閣（1398年築・1955年再建）、銀閣（1489年築・現存）がある。一方、16世紀後半に、軍事的必要性および戦国大名の一円支配強化から、望楼を起源とする「天守」（天守閣）が現れ、城郭建築の象徴として一世を風靡することとなる。他方、寺院における楼閣建築も日本独自の発展を見せ、西本願寺の飛雲閣など優れた木造楼閣が現れることとなる。近世に至ると都市部の旅館（旅籠）では土地の有効利用の目的もあって2階に客間を設けるものが多くなる。明治維新を迎えると浅草凌雲閣（浅草十二階）など煉瓦造のものが現れる。

### 京都の楼閣
- 金閣（鹿苑寺）
- 銀閣（慈照寺）
- 飛雲閣（西本願寺）

以上を「京の三閣」という。これに呑湖閣（どんこかく、芳春院〈大徳寺塔頭〉）を加えて「京の四閣」、さらに伝衣閣（でんねかく、東福寺）を加えて「京の五閣」という。ほかに、祇園閣（1928年築、大雲院）がある。

### そのほかの楼閣
- 聴秋閣（ちょうしゅうかく）（1623年築、神奈川県横浜市三渓園）
- 遠思楼（えんしろう）（1817年築、大分県日田市咸宜園）
- 栖鳳楼（せいほうろう）　平安京大内裏にあった四楼の1つ。森陣屋にある茶屋（1837年ごろ築、大分県玖珠町）
- 錦雲閣（きんうんかく）（1885年築、山口県岩国市吉香神社）
- 鳶魚閣（えんぎょかく）（1973年再建、和歌山県和歌山市和歌山城西ノ丸紅葉渓庭園）
- 四宜楼（しぎろう）（江戸時代後期～大正時代に長野県長野市にあった料亭）

### 例

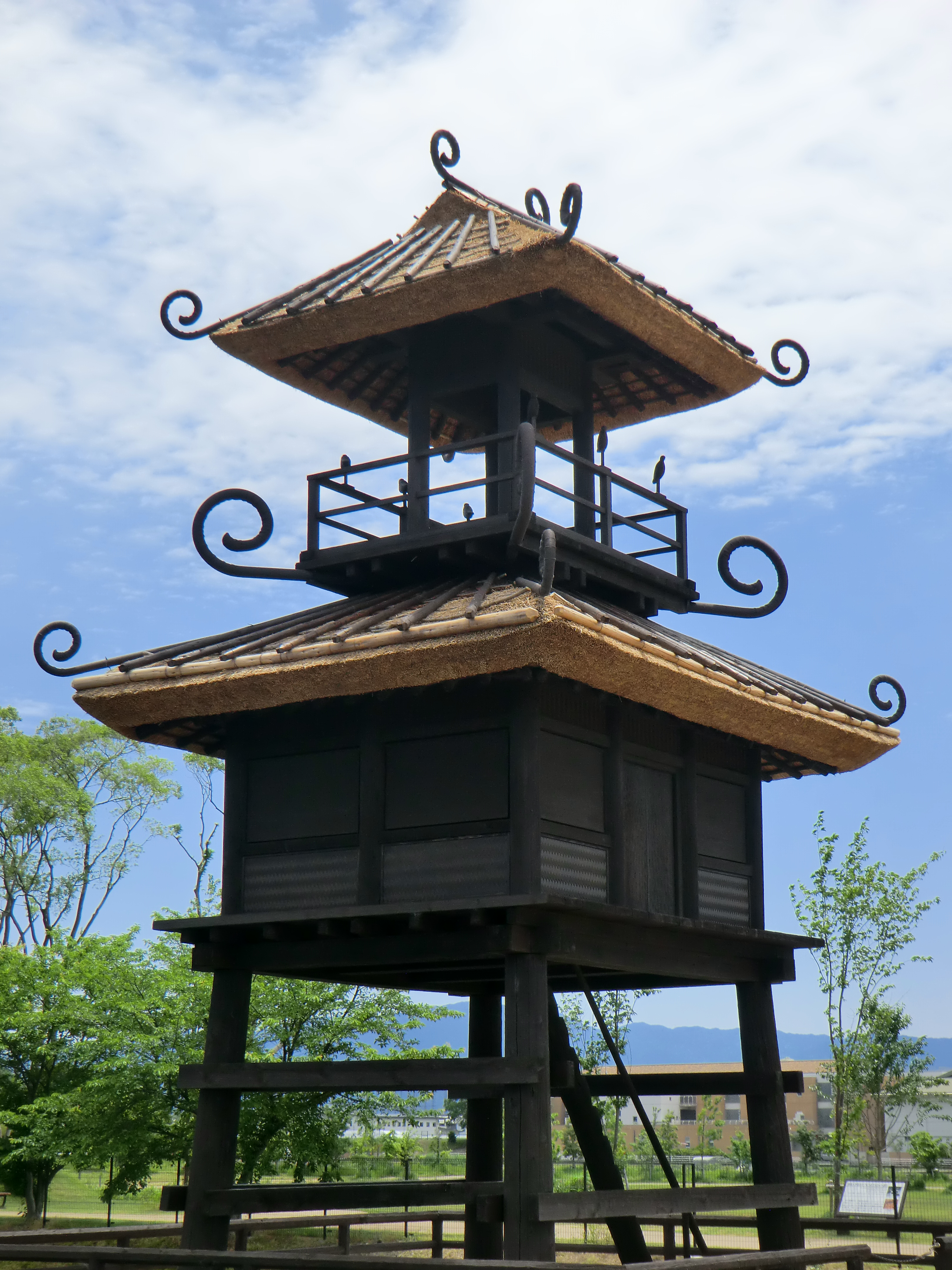
唐古・鍵遺跡の望楼
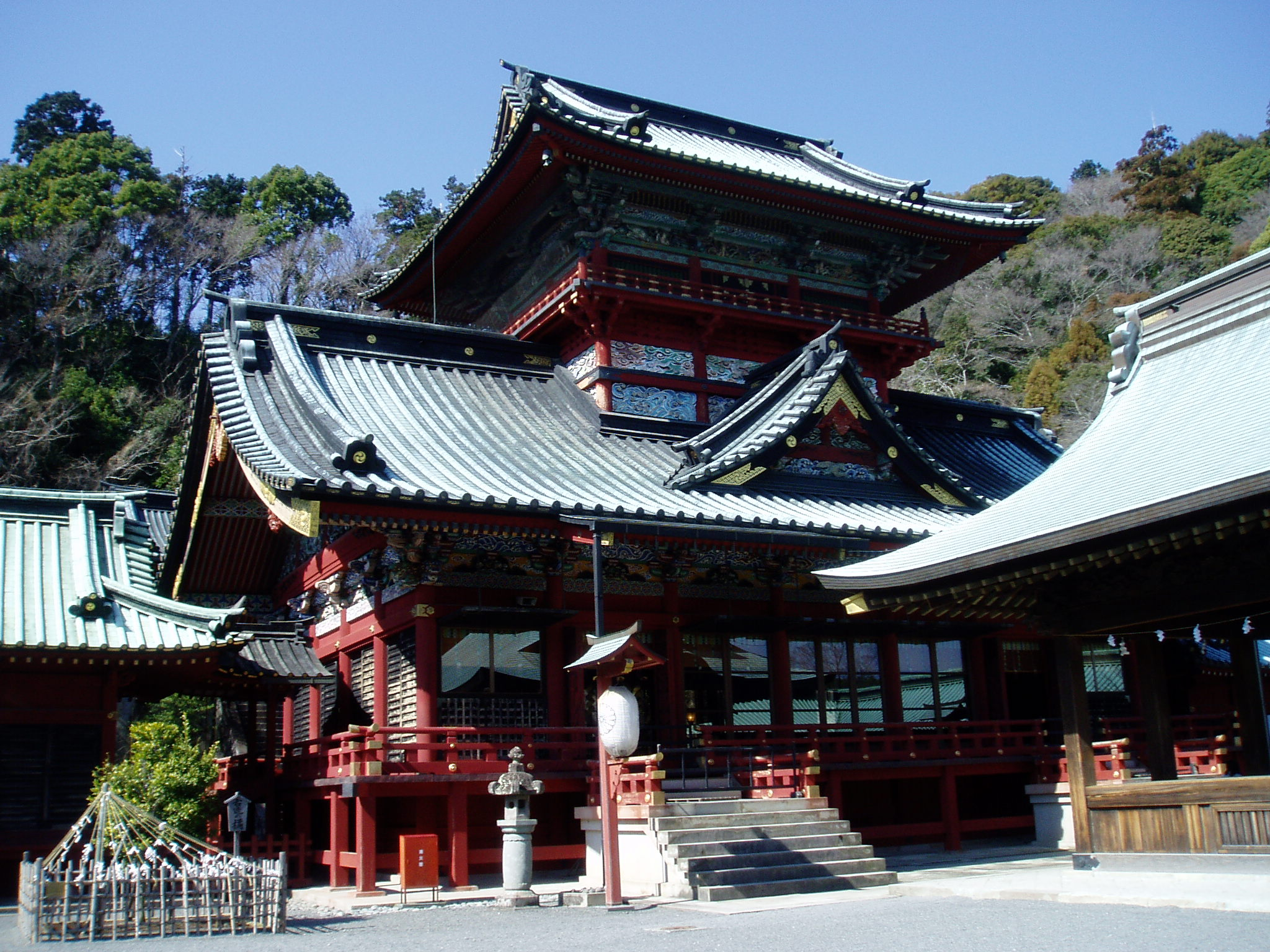
静岡浅間神社大拝殿
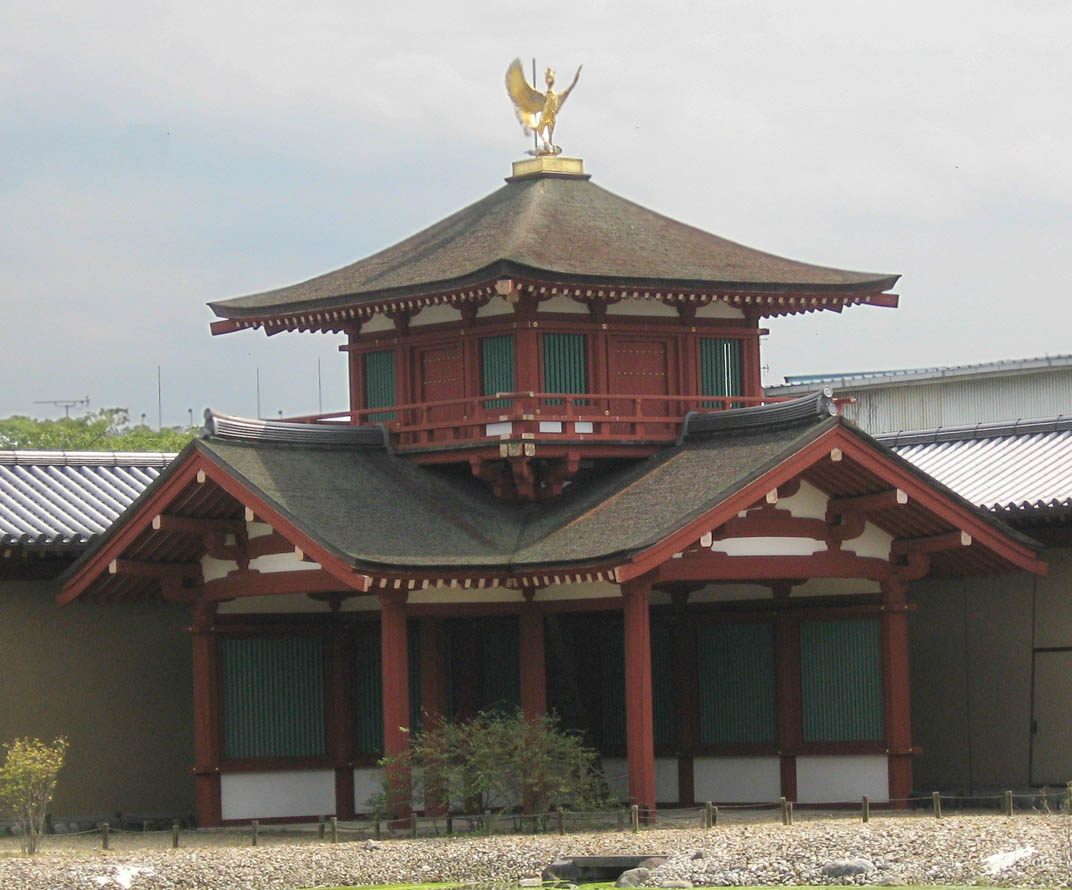
東院庭園楼閣（平城宮跡）
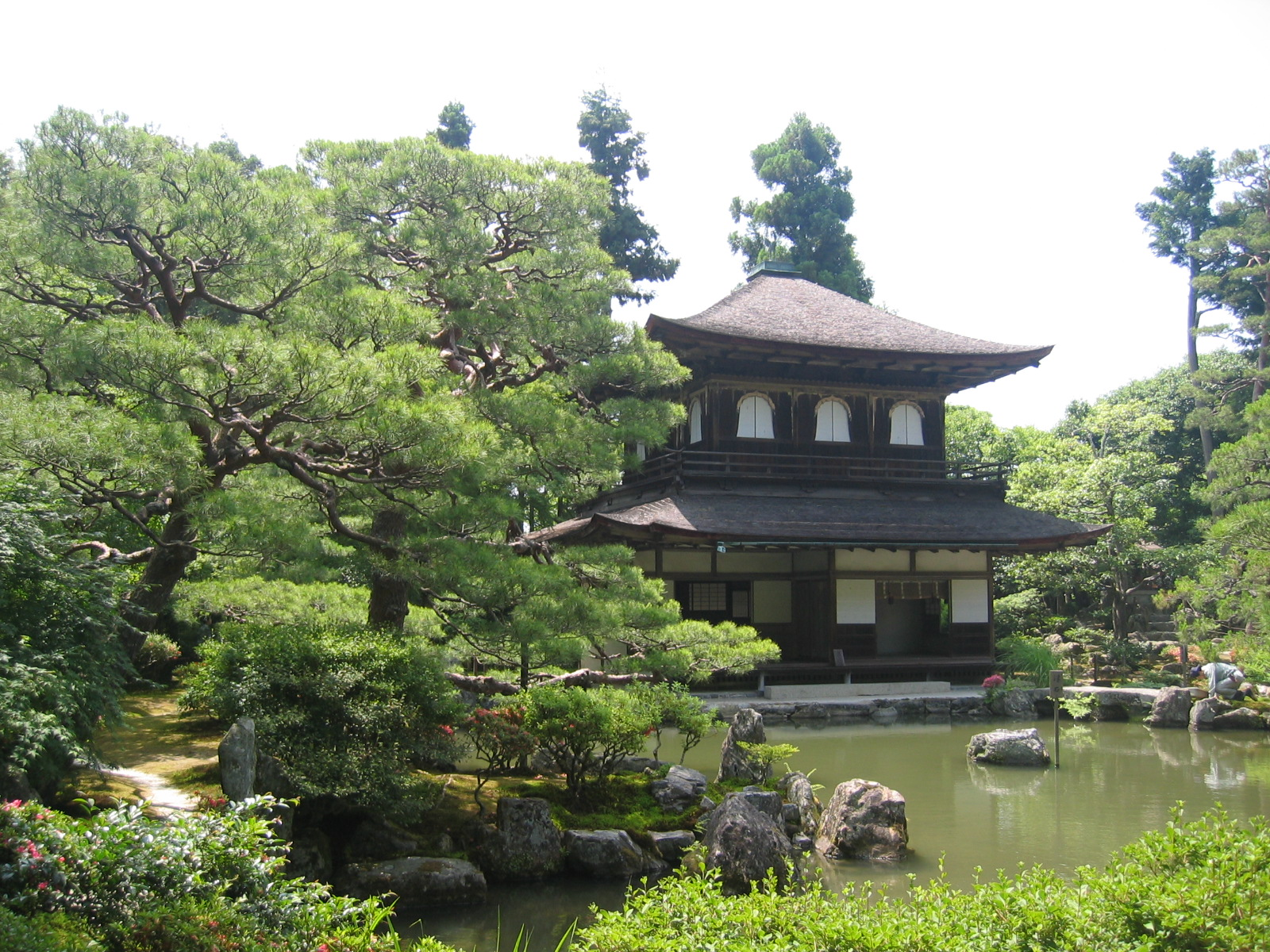
慈照寺銀閣
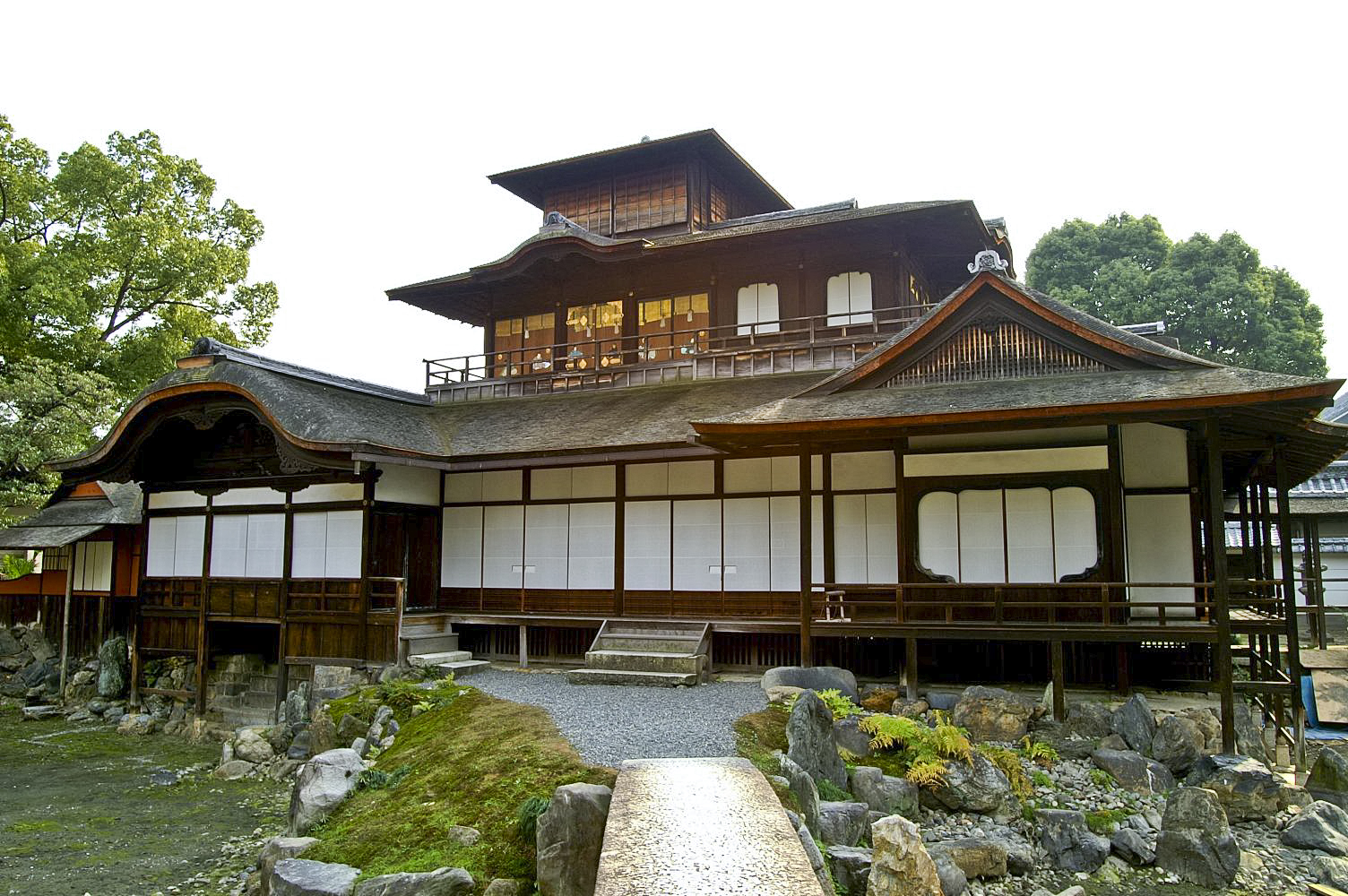
西本願寺飛雲閣
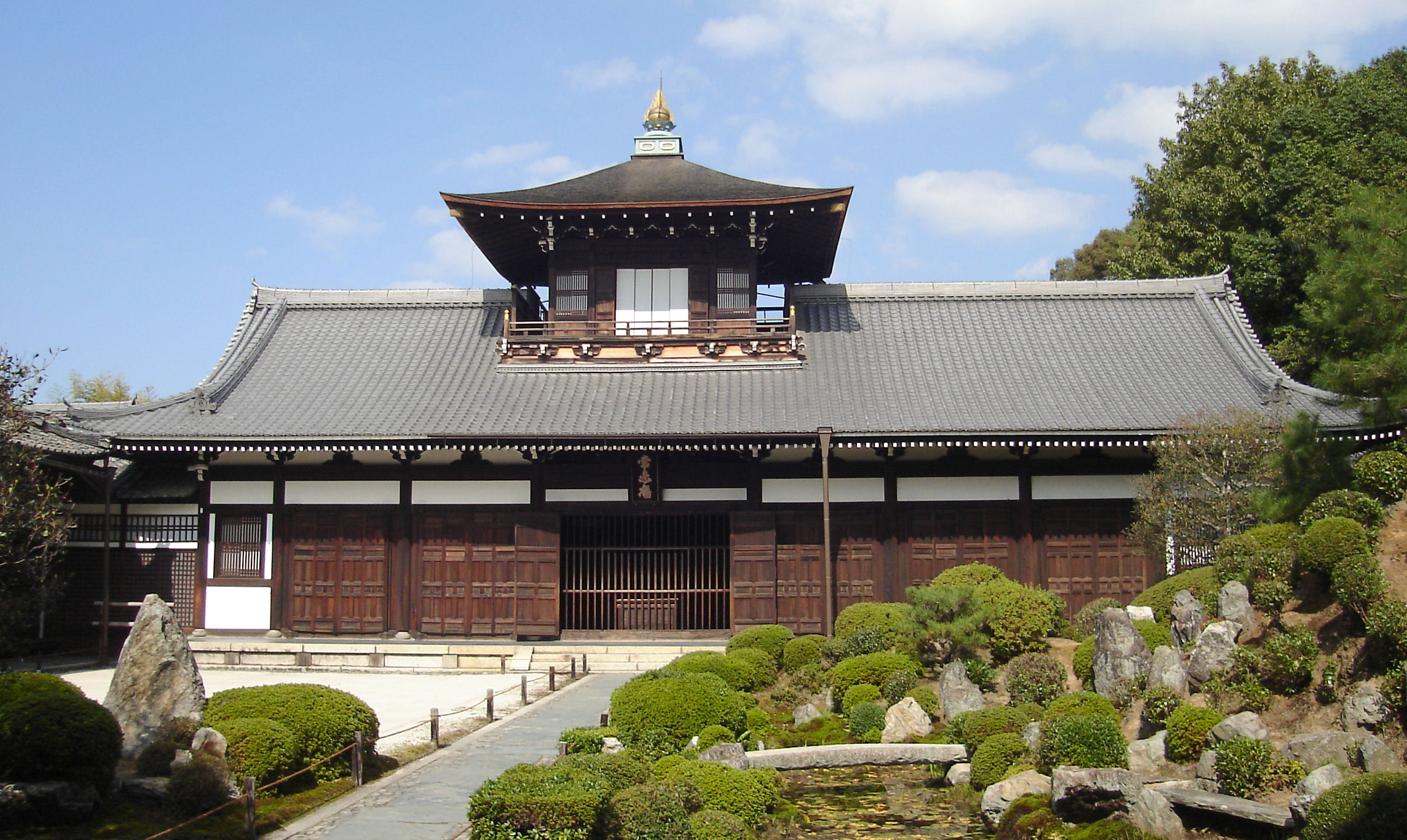
東福寺伝衣閣
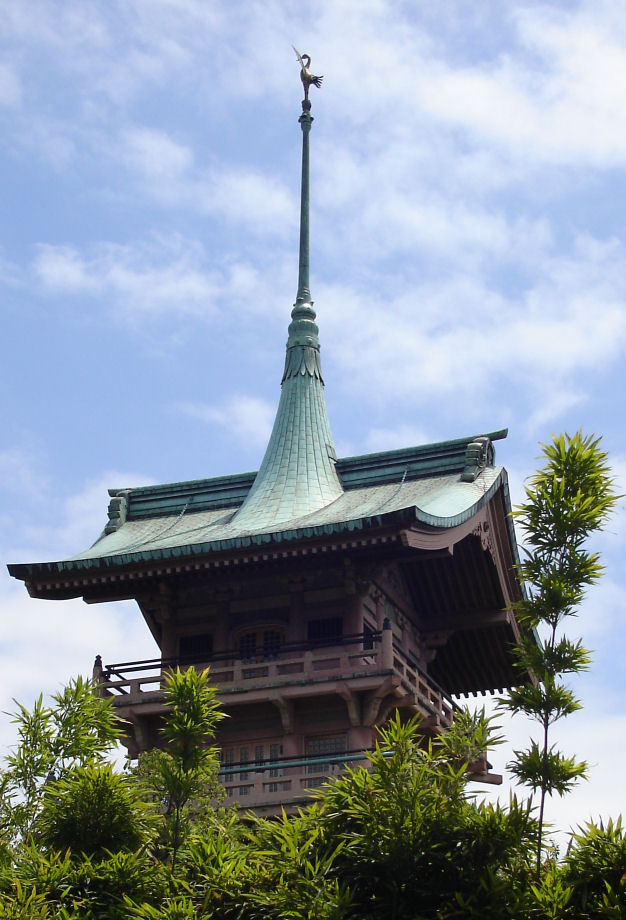
大雲院祇園閣
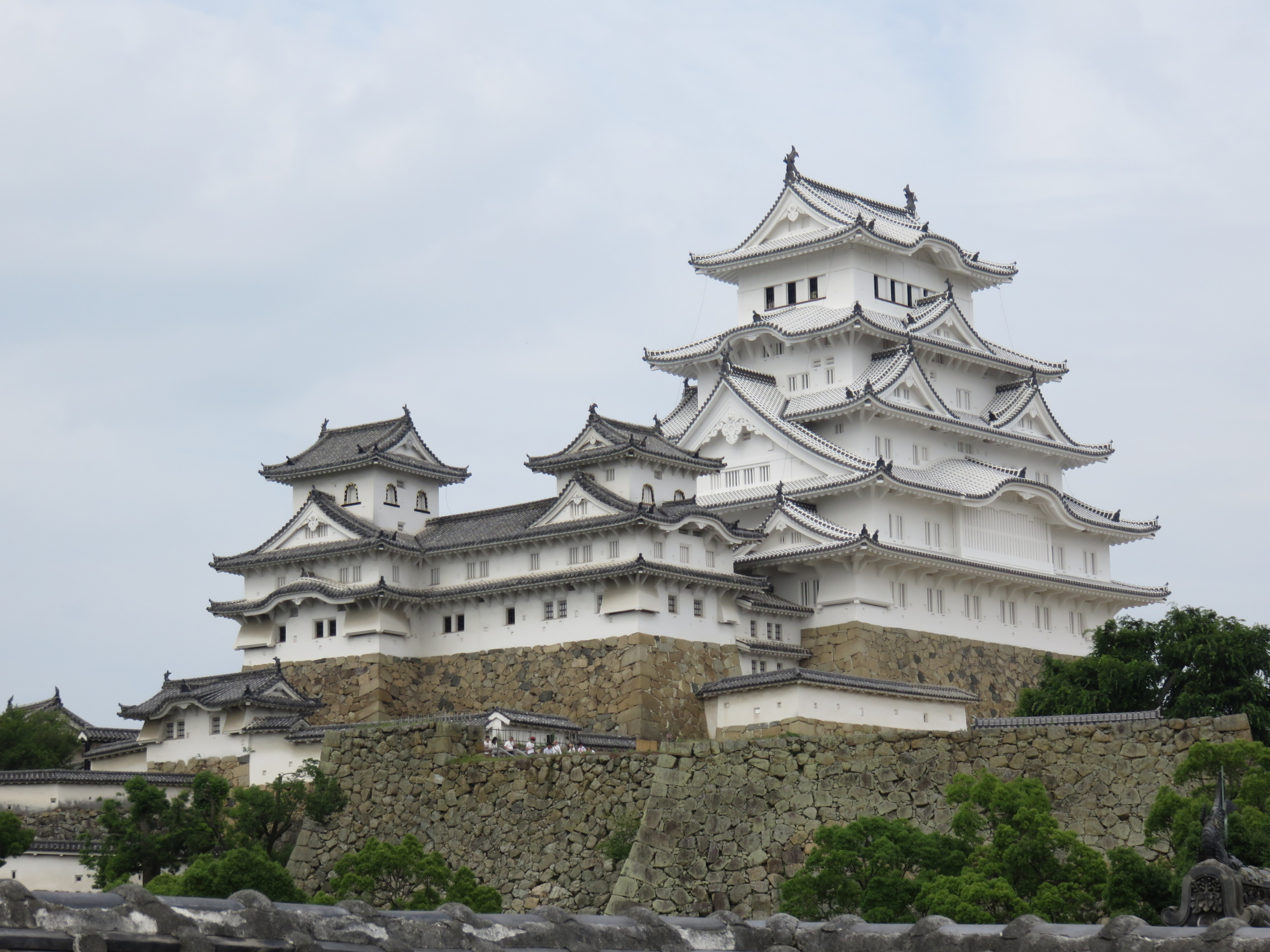
姫路城天守
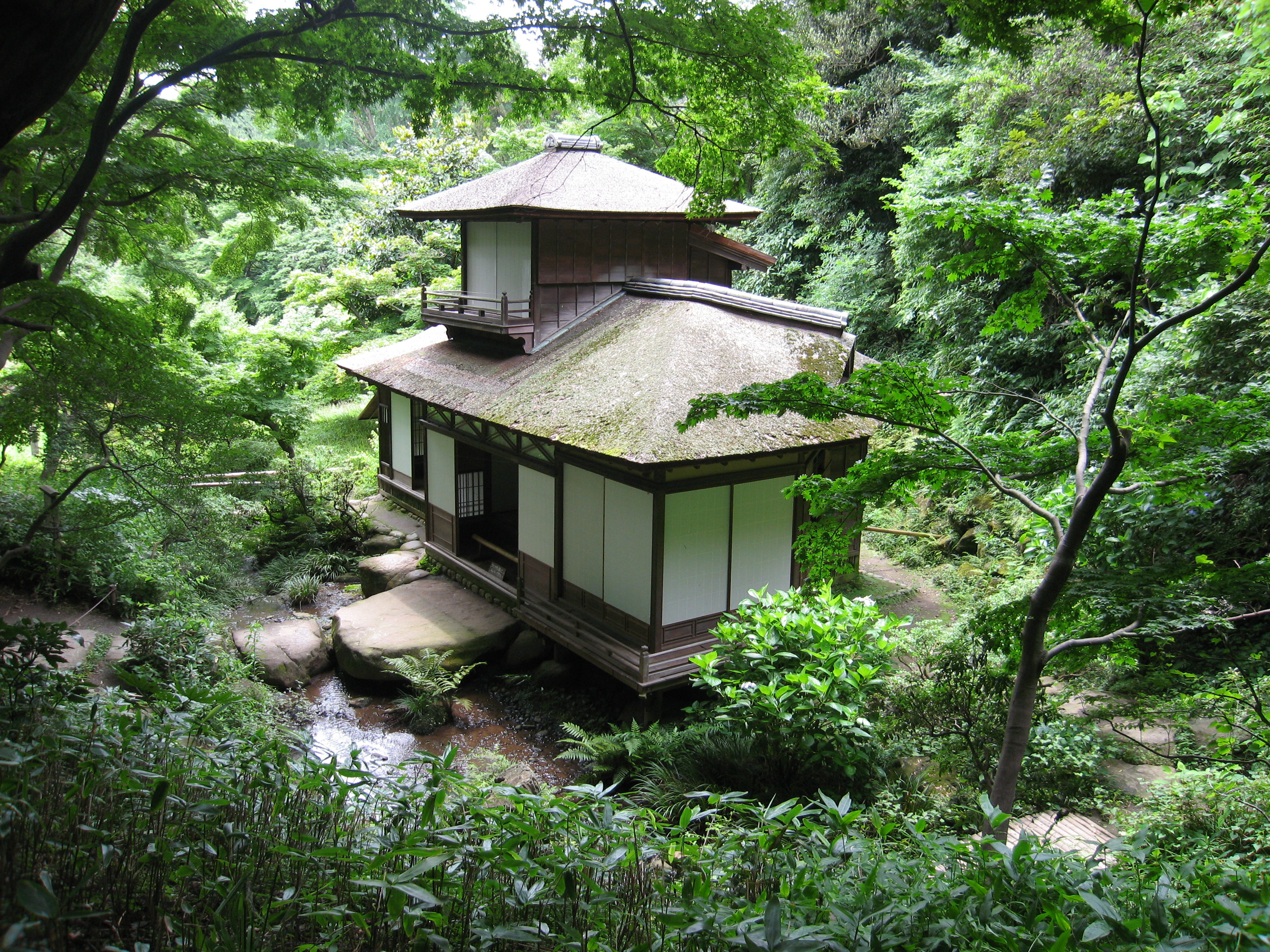
聴秋閣

## 中国

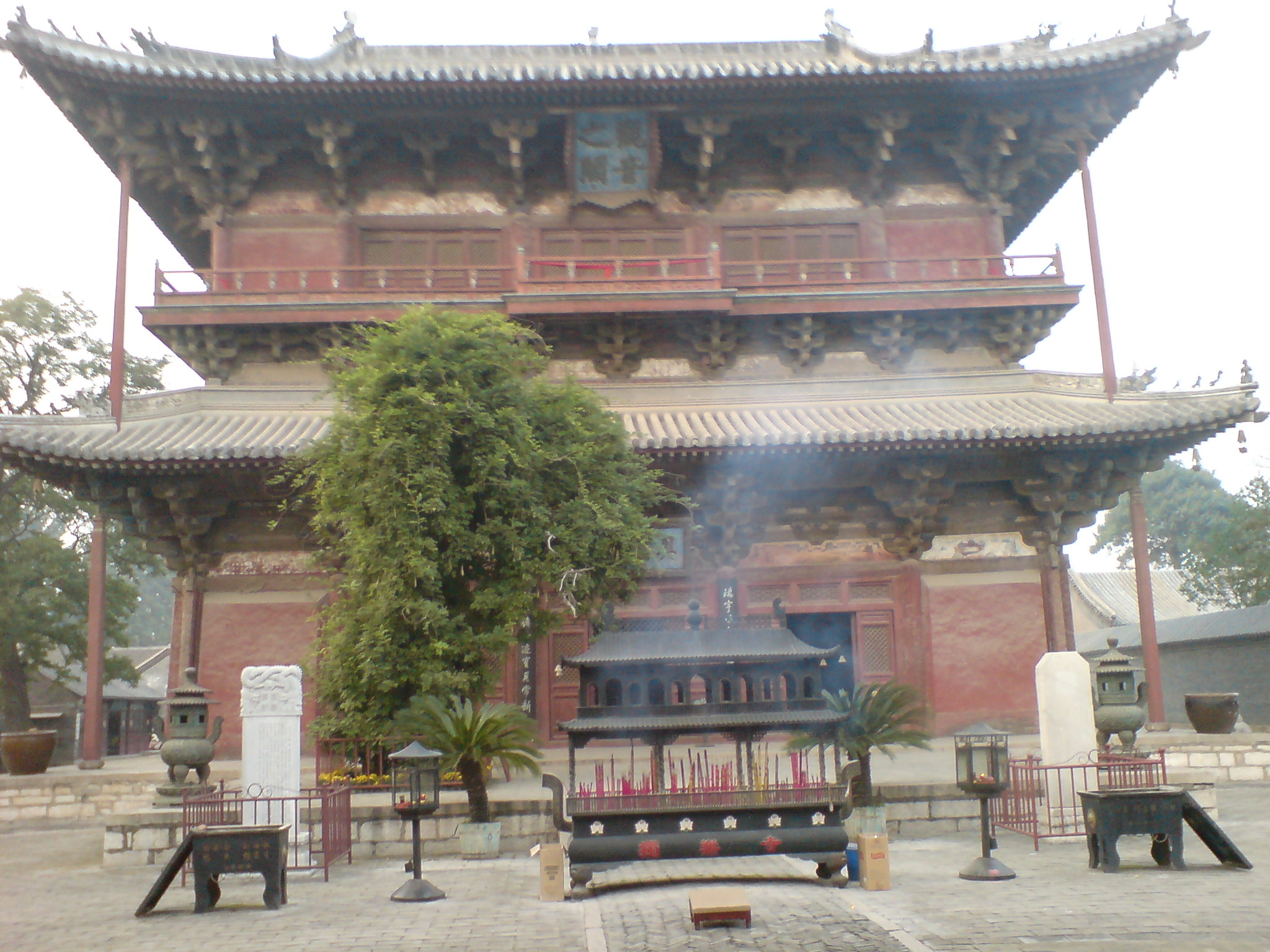
独楽寺観音閣

「楼」（＝樓）とは重層の建物、「閣」とは御殿や櫓など高所の建造物を意味し、これらを総称して楼閣という。中国では国家的大事業の記念や政治的示威の目的をもって、多くが河畔、臨海に建設された。また、城門には城楼が併設されるのが常であったため、これらも貴重な楼閣遺構として見ることができる。木造のものとして最古の遺構は、遼代に建立された独楽寺観音閣（984年築、天津市薊州区（けいしゅうく））である。
河畔に佇む大廈高楼は多くの詩家にも好んで詠まれ、李白の「黄鶴楼送孟浩然之広陵」や、崔顥（約704年-754年）の「黄鶴楼」など興趣に富んだ佳作を生むこととなった。

### 中国の著名な楼閣

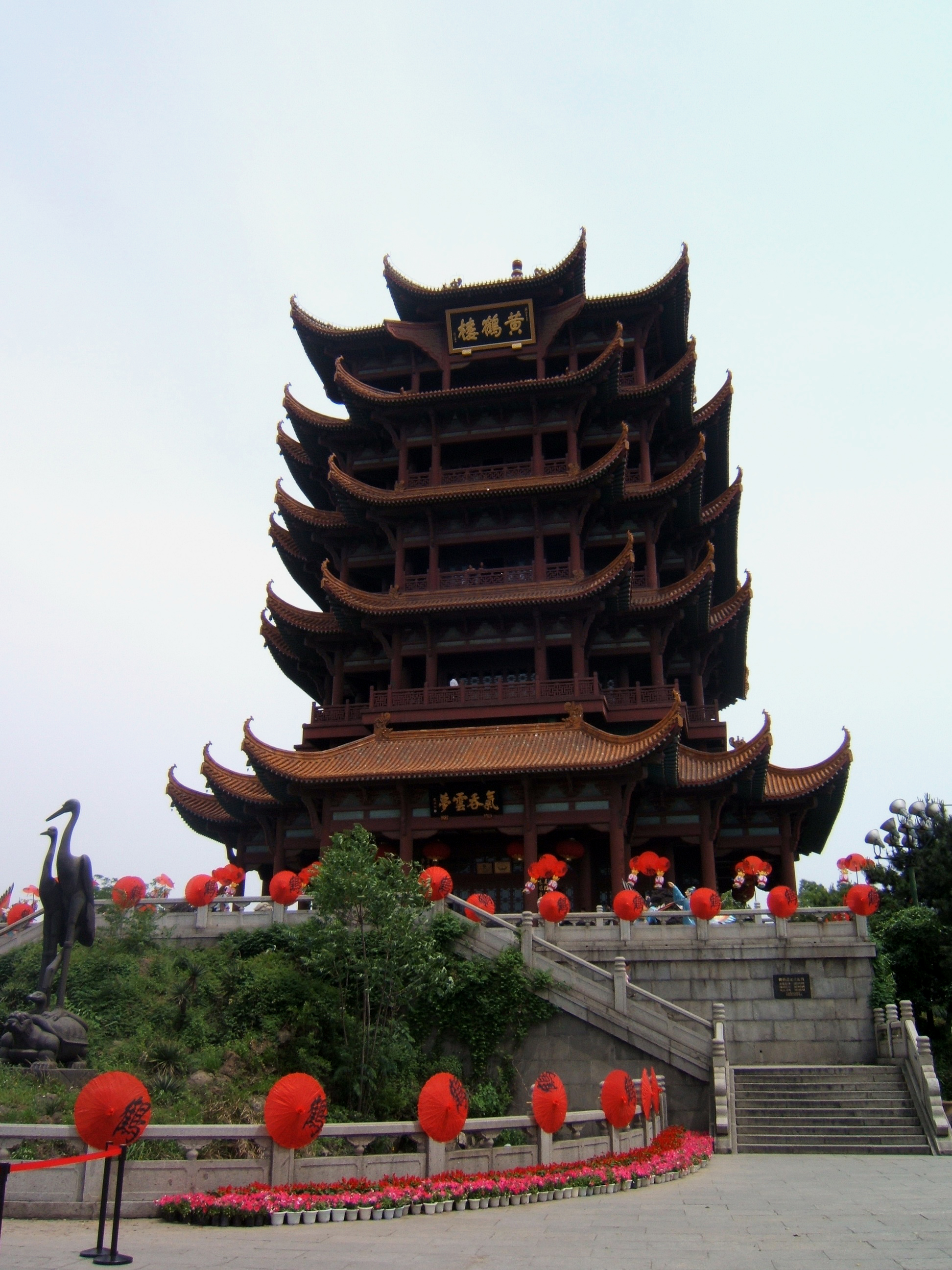
黄鶴楼

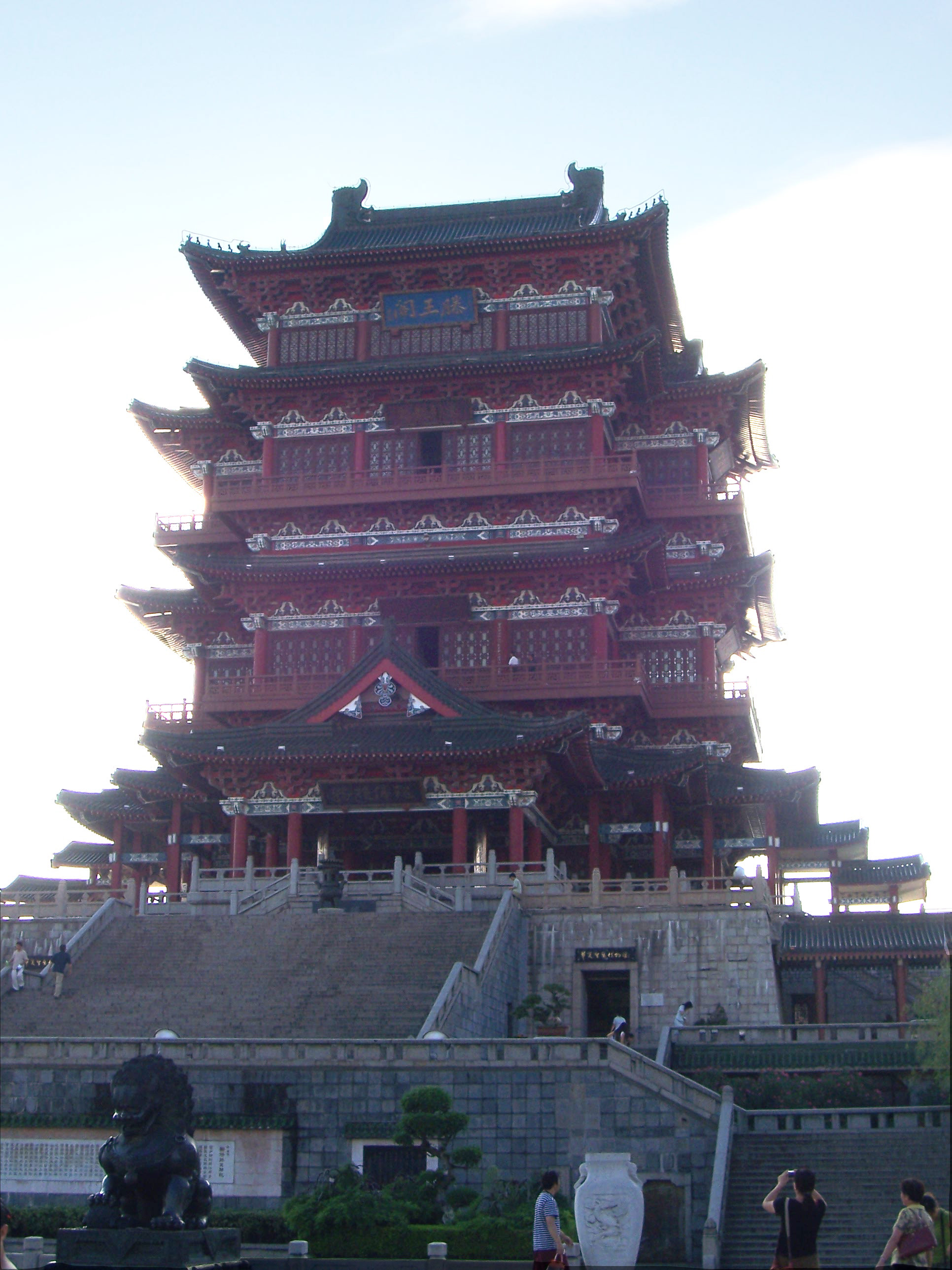
滕王閣
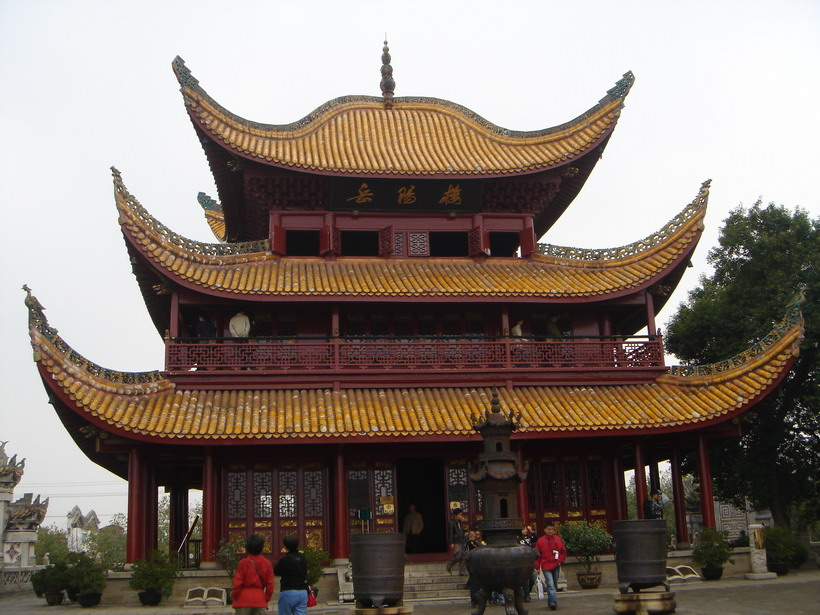
岳陽楼
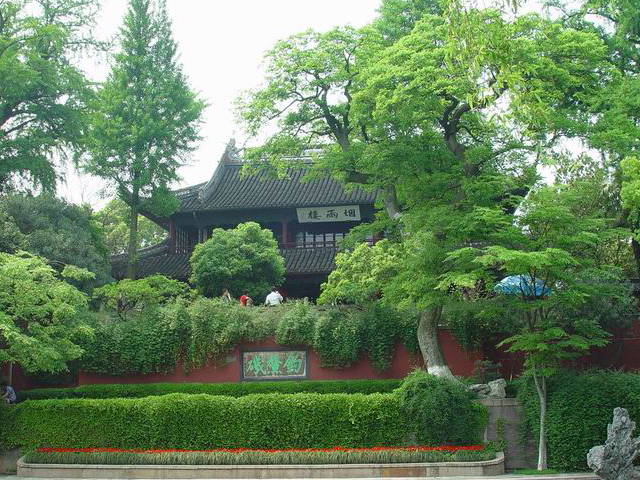
煙雨楼

- 黄鶴楼（湖北省武漢市）
- 滕王閣（江西省南昌市）
- 岳陽楼（湖南省岳陽市）

以上は「江南の三大名楼」と呼ばれている。
これに蓬莱閣を加えて「中国四大名楼」という。
- 蓬萊閣（山東省煙台市蓬萊区）
- 真武閣（広西チワン族自治区玉林市容県）
- 煙雨楼（浙江省嘉興市）
- 鎮海楼（広東省広州市）
- 閲江楼（江蘇省南京市）

- 滕王閣
- 岳陽楼
- 煙雨楼

### 城郭の楼閣
城郭に付随する楼閣は総称して「城楼」と呼ばれ、多くは防御用の理由で城壁上に築かれる。それらには以下のようなものがある。
- 門楼 - 城門上に構築されるものの総称
- 箭楼 - 弓箭あるいは火器による射撃用に構築された楼閣
- 望楼 - 物見櫓のこと。箭楼を兼ねることもある
- 角楼 - 角櫓のこと。
- 鼓楼（ころう） - 時報を告げるために用いられた楼閣で南京市のものが著名。
- 鐘楼 - 時報を告げるためのもの。

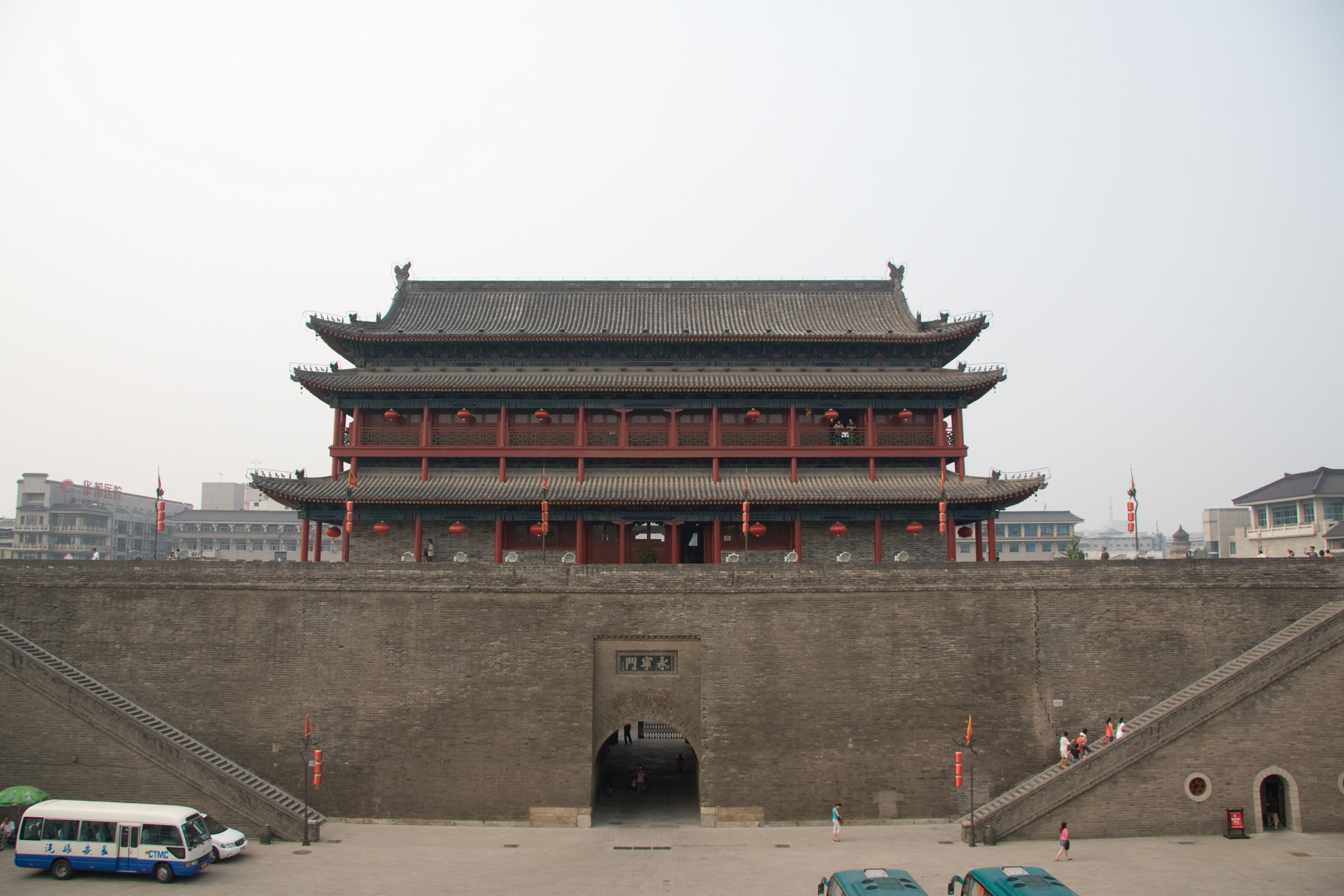
西安城門楼
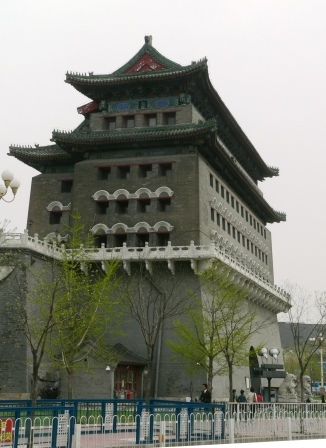
北京城箭楼

## 慣用句
- 空中楼閣 - 実現不可能なことから架空のことを意味する。あるいは蜃気楼のこと。
- 砂上の楼閣 - 一見立派であるが基礎が柔らかいためすぐに崩壊してしまうこと。新約聖書（山上の垂訓、マタイ7:26）から。
- 摩天楼 - 天にもとどきそうな高い建物のこと。超高層ビルのことを俗にいう。
- 綺楼傑閣 -　美しい楼に優れた閣。